# Aeonium simsii
Aeonium simsii är en fetbladsväxtart som först beskrevs av Robert Sweet, och fick sitt nu gällande namn av W. T. Stearn. Aeonium simsii ingår i släktet Aeonium och familjen fetbladsväxter. Inga underarter finns listade i Catalogue of Life.

## Bildgalleri

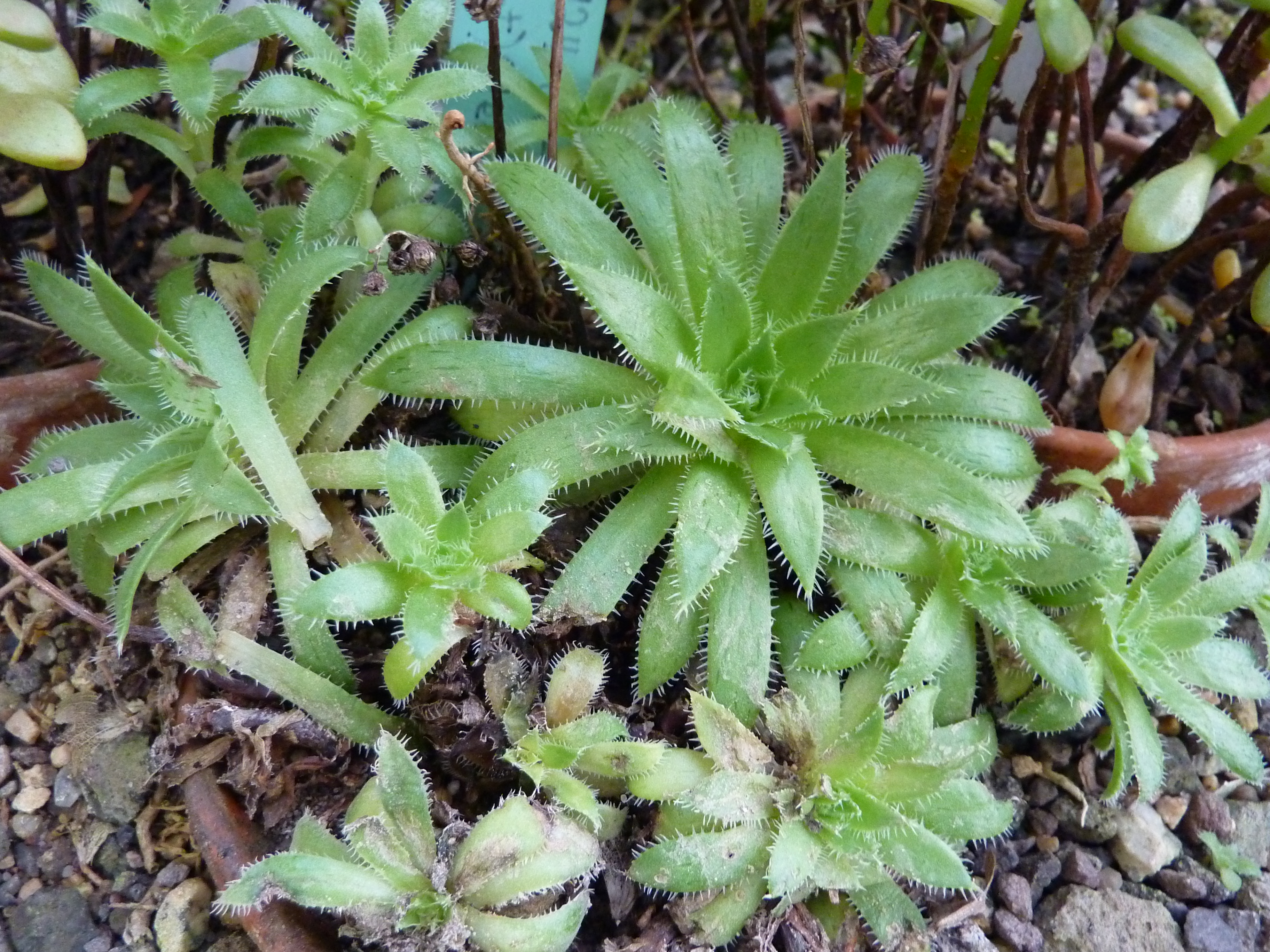
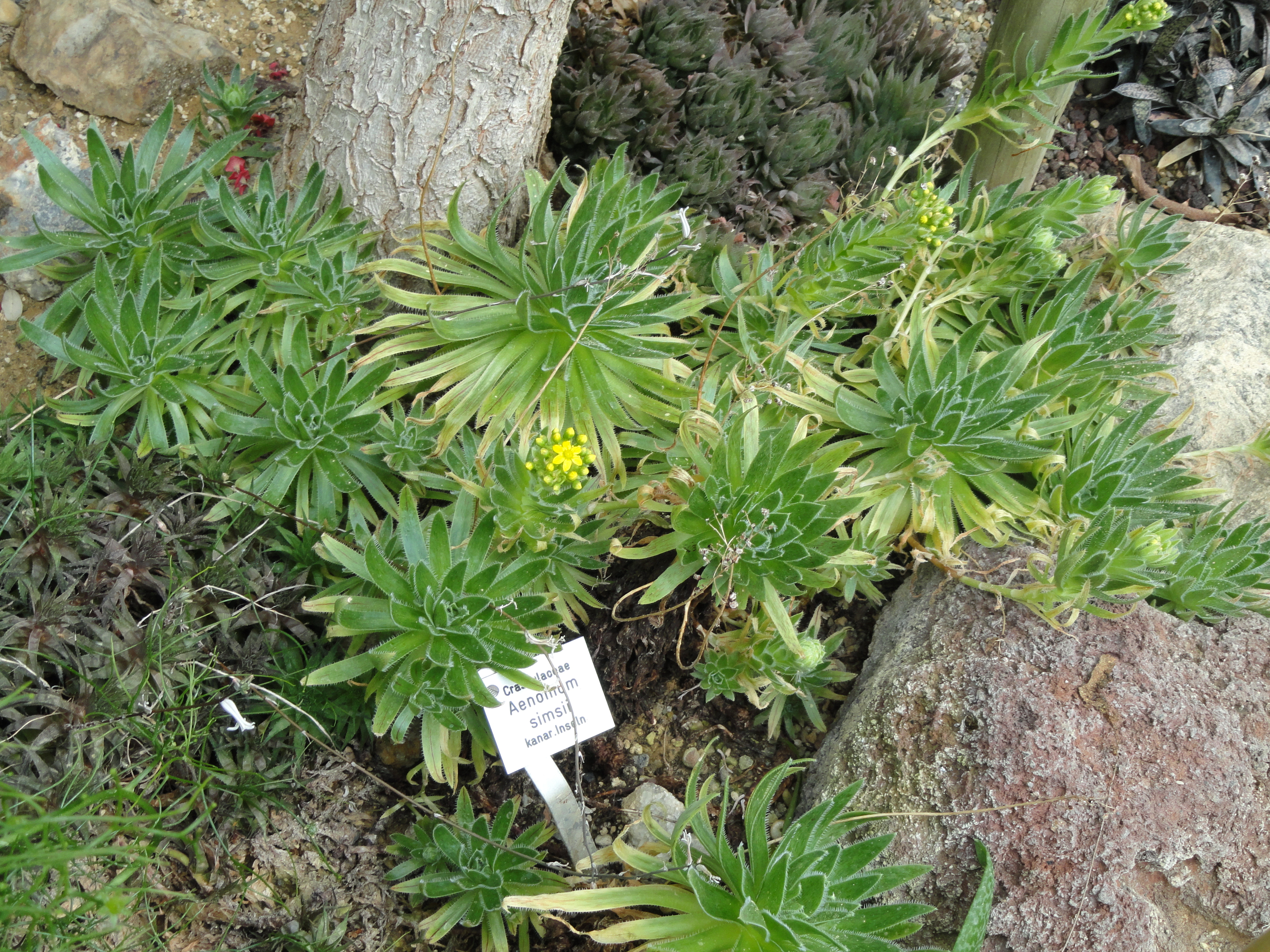
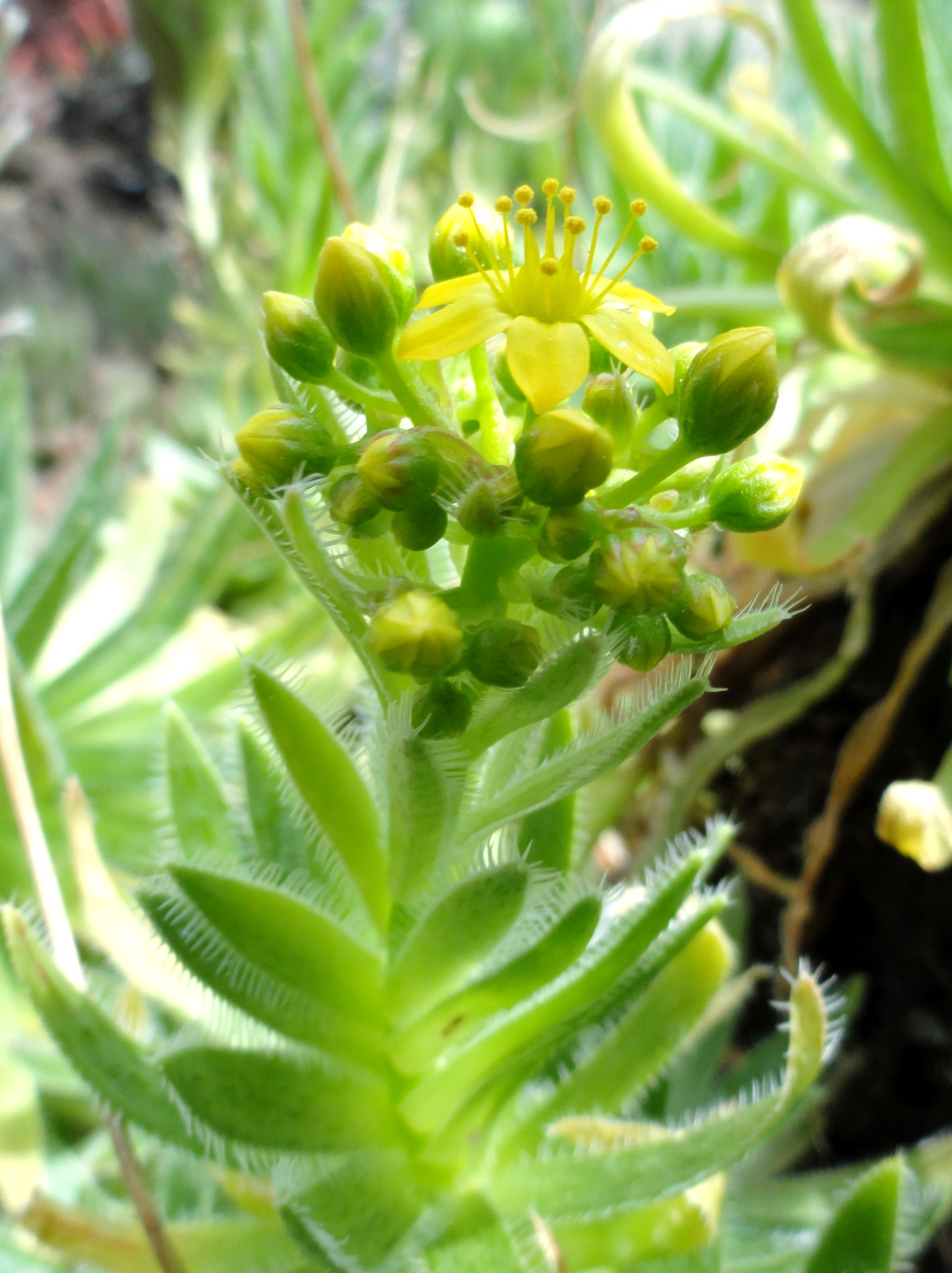
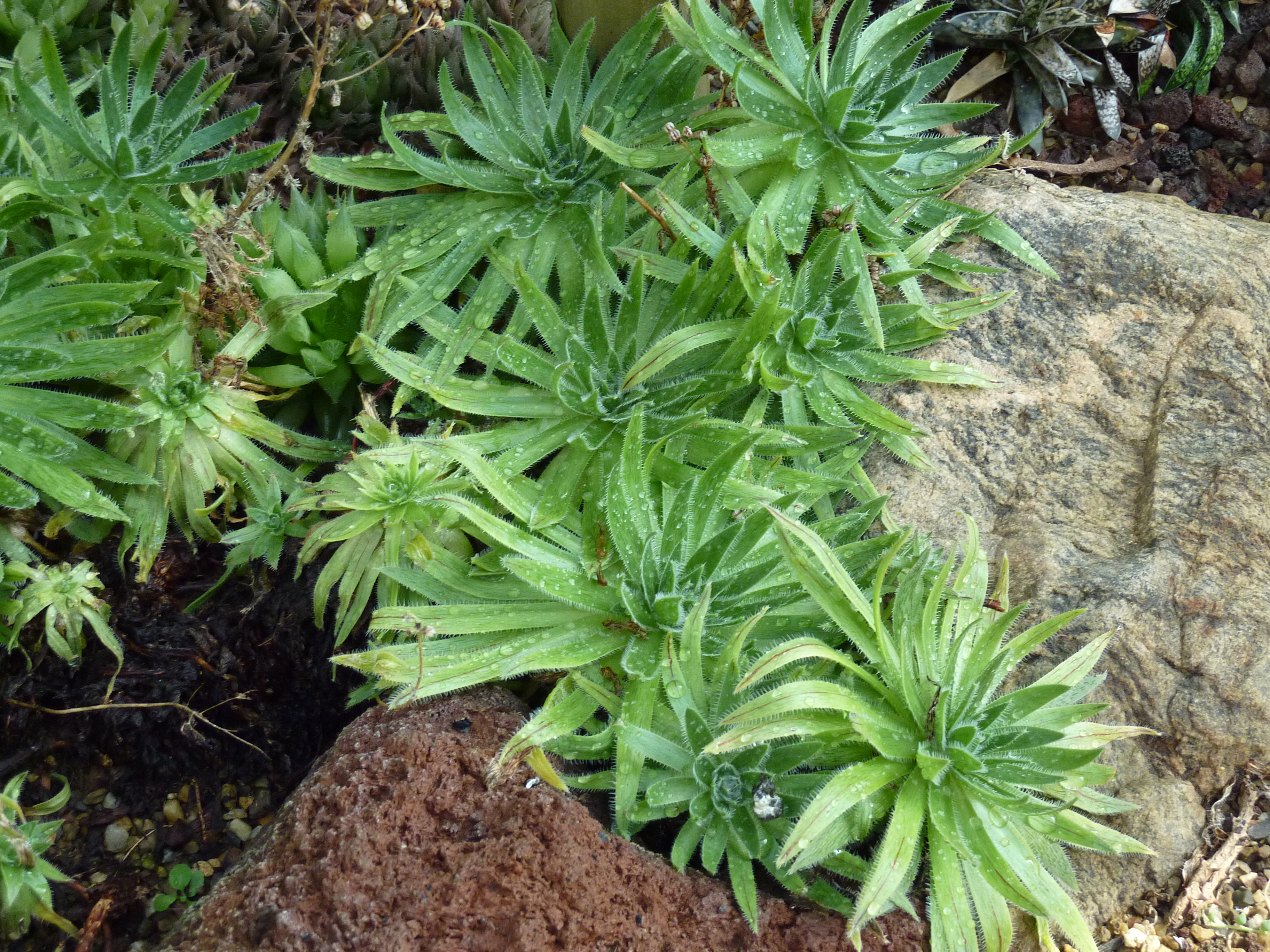
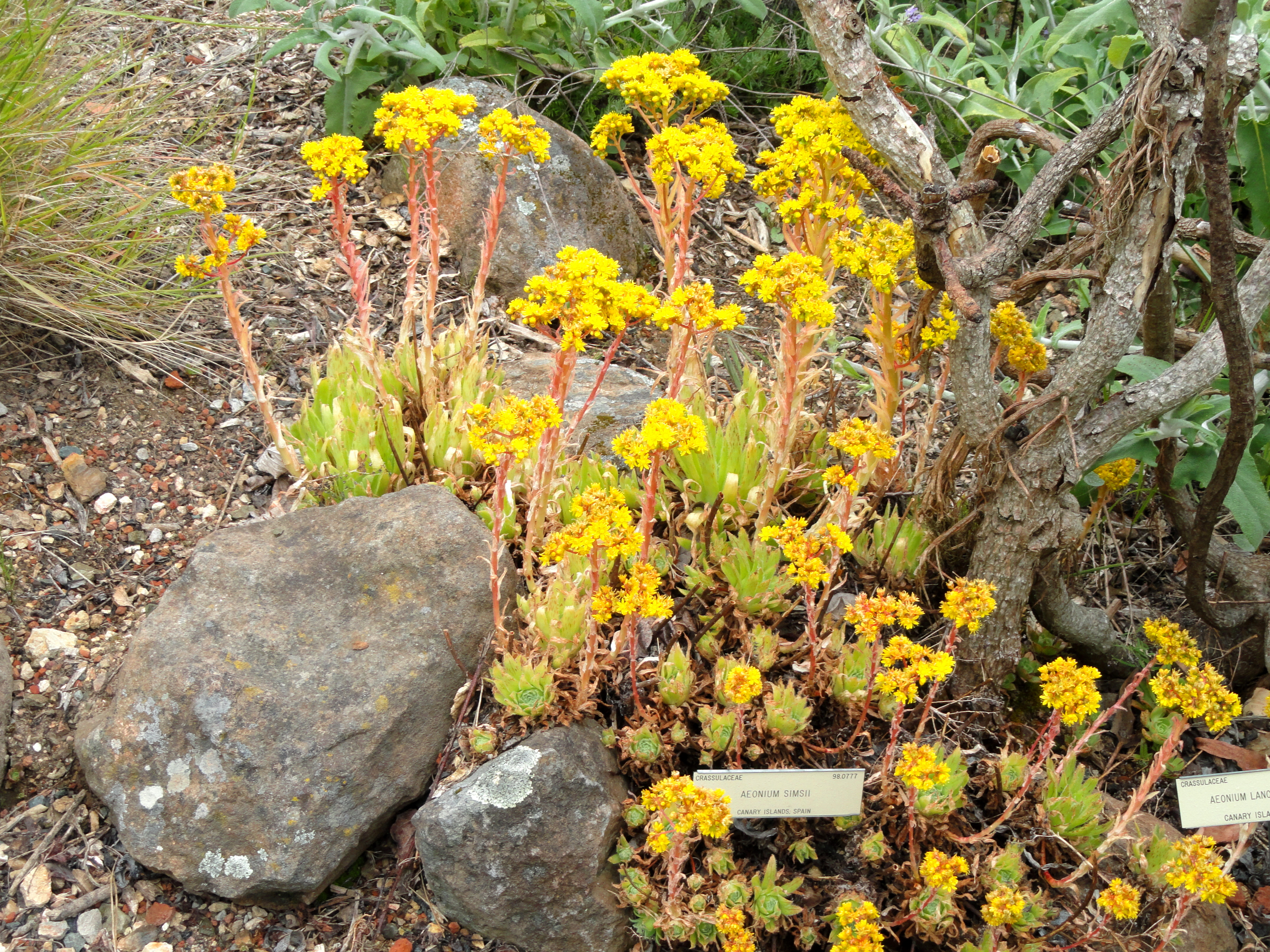
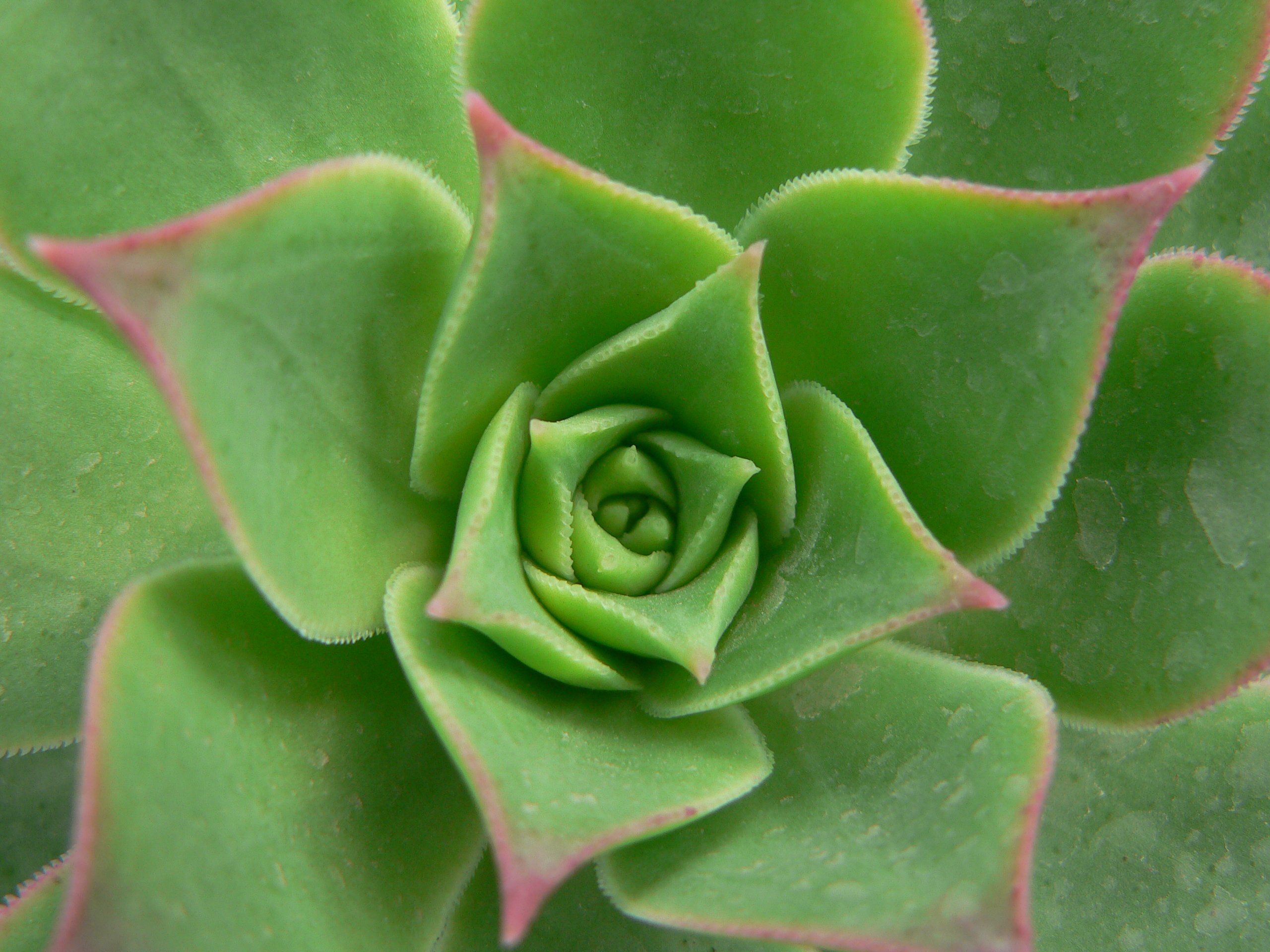